# Коупленд, Шемекия
Шемекия Коупленд (англ. Shemekia Copeland; р. 10 апреля 1979, Гарлем, Манхэттен, Нью-Йорк) — американская певица, обладательница многочисленных премий, номинированная на Грэмми и названная журналом «Billboard» настоящей дивой блюза.
Обладательницу глубокого сильного голоса часто сравнивают с величайшими Аретой Франклин (Aretha Franklin) и Рут Браун (Ruth Brown), молодыми Коко Тэйлор (Coco Taylor) и Эттой Джеймс (Etta James). Ей удается создать теплую интимную атмосферу на сцене и вместе с тем передавать публике свою энергию.
Шемекия буквально выросла на блюзе, хотя в детстве совсем не хотела петь. Однако её отец — знаменитый техасский блюзовый гитарист Джонни Клайд Коупленд (Johny Clyde Copeland) — постоянно брал дочь на свои выступления, прося иногда и спеть. С 15 лет Шемекия уже начала выступать профессионально в многочисленных турах отца.
Дебютный альбом 18-летней вокалистки «Turn The Heat Up» в 1997 году потряс критиков и слушателей своим сплавом блюза, фанка, соул и госпела, и сразу привлек к себе внимание. Она, по общему признанию, сделала один из самых выдающихся дебютных альбомов за всю историю блюза. В том же году она окончила школу в Тинеке, Нью-Джерси, где она проживала с отцом.
Президент лейбла «Alligator» Брюс Иглауэр (Bruce Iglauer) тогда сказал «Я считаю, что именно она станет следующей великой блюзовой певицей. У неё есть голос, образ и корни, и все это подпитывается неистощимым потоком энергии, которую она просто излучает. Мир блюза ожидал прихода подобной артистки много лет».
Песня с альбома «WICKED», выпущенного в 2000-м году, «It’s 2:00 A.M» победила в номинации «Лучшая блюз песня года», а сам альбом в 2001 году был номинирован на премию Grammy. Почти мгновенно молодая певица стала востребована на радио, телевидении и в прессе.
Третий альбом Шемекии «TALKING TO STRANGERS» дебютировал на первом месте в журнале «Billboard» в списке самых продаваемых блюз-альбомов, и получил положительные отзывы от критиков по всему миру. Пресса объявила, что Коупленд достигла пика популярности. Интервью и рецензии был опубликованы в специализированной и национальной прессе: Washington Post, Billboard, Essence, Vibe, USA Today, DownBeat, Ebony и многих других изданиях.
За этим последовало участие вместе с B.B. King в ток-шоу «Late Show With David Letterman», съемка в фильме Мартина Скорсезе (Martin Scorsese) «Lightning In A Bottle» и в телевизионном сериале PBS «Блюз» (Blues) и даже участие в открытии концерта Роллинг Стоунз (Rolling Stones) в Чикаго.
Шемекия продолжает гастролировать по миру и завоевывать сердца поклонников. Она выступала с такими известными личностями как Buddy Guy, B.B. King и делила сцену с Taj Mahal, Dr. John, Кoko Taylor и многими другими. У 27 летней певицы на счету уже четыре альбома (четвертый — «THE SOUL TRUTH») и 20 премий, в том числе и «лучшей блюзовой исполнительницы», неоднократные выступления в престижных блюзовых клубах и приглашения на многочисленные фестивали в Америке и Европе.
«Моя музыка уходит глубоко корнями в блюз, однако, она немного иная. Я пою о своем времени. Я здесь, и я пою не о прошлом, а о настоящем», — раскрывает секреты своего творчества американская певица.

## Дискография
- Turn The Heat Up (1997, Alligator Records)
- Wicked (2000, Alligator Records)
- Talking to Strangers (2002, Alligator Records)
- The Soul Truth (2005, Alligator Records)
- Never Going Back (2009, Alligator Records)
- Deluxe Edition (2011, Alligator Records)
- 33 ⅓ (2013, Alligator Records)
- Outskirts Of Love (2015, Alligator Records)
- America’s Child (2018, Alligator Records)
- Uncivil War (2020, Alligator Records)
- Done Come Too Far (2022, Alligator Records)